# Aldrig mera krig
Aldrig mera krig är en rocklåt skriven av Ulf Dageby och Peter Wahlqvist och framförd av Totta Näslund i musikföreställningen Tältprojektet från 1977. Sången handlar om Första världskriget.
Sången har även spelats in med Svenska musikrörelsen 2001.